# Šalčios ir Visinčios upių slėniai
Šalčios ir Visinčios upių slėniai este o arie protejată (sit de importanță comunitară — SCI) din Lituania întinsă pe o suprafață de 531 ha, integral pe uscat.

## Localizare
Centrul sitului Šalčios ir Visinčios upių slėniai este situat la coordonatele 54°19′07″N 25°03′37″E / 54.3186°N 25.0603°E.

## Înființare
Situl Šalčios ir Visinčios upių slėniai a fost declarat sit de importanță comunitară în martie 2009 pentru a proteja 1 specie de animale.

## Biodiversitate
Situată în ecoregiunea boreală, aria protejată conține 7 habitate naturale: Formațiuni de Juniperus communis pe lande sau pajiști calcaroase, Pajiști uscate seminaturale și facies de acoperire cu tufișuri pe substraturi calcaroase (Festuco-Brometalia) (* situri importante pentru orhidee), Formațiuni ierboase bogate în specii de Nardus, dezvoltate pe substraturi silicioase în zone montane (și în zone submontane, în Europa continentală), Pajiști fino-scandinave uscate până la mezice, bogate în specii de altitudine mică, Liziere de ierburi înalte hidrofile de câmpie și de nivel montan până la alpin, Pajiști aluvionare boreale nordice, Fânețe de joasă altitudine (Alopecurus pratensis, Sanguisorba officinalis).
La baza desemnării sitului se află o specie protejată de  mamifere: vidră de râu (Lutra lutra).